# Коссе Едуард Володимирович
Едуард Володимирович Коссе (* Маріуполь) — український музикант грецького походження, відомий як ударник гурту «Табула Раса» (з 1989 року). Колишній учасник київського артрок-гурту «Абріс».
У репертуарі «Табула Раси» є одна пісня, лід-вокалістом якої став Едуард — «Зілево» (Ревную), яку він заспівав своєю рідною, грецькою мовою.
Як сесійний музикант, Коссе брав участь у записуванні альбомів низки українських виконавців (Верка Сердючка, Ірина Білик, «Океан Ельзи»).